# モリッツ・フォルツ
モリッツ・フォルツ（Moritz VOLZ, 1983年1月21日 - ）は、ドイツ、ノルトライン＝ヴェストファーレン州ジーゲン出身のサッカー選手。ポジションは右サイドバック。

## 経歴

### クラブ
ロベルト・フートと同じく、イングランドで実績を積み上げた右サイドバック。シャルケ04の下部組織を経て、アーセン・ヴェンゲルに見い出され、1999年にプレミアリーグ・アーセナルFCの下部組織に加入し、翌年にはトップチーム昇格を果たす。しかし、昇格後は伸び悩み、公式戦は2試合（いずれもカーリングカップ）の出場に終わった。ウィンブルドンでのプレーを経て、2003-04シーズンからフラムFCへ移籍。フラムで定位置を確保し、2006年12月30日にはチェルシーFC戦でプレミアリーグ15000点目のゴールを記録した。2007-08シーズンは出場機会が減少し、2008-09シーズンはフットボールリーグ・チャンピオンシップ・イプスウィッチ・タウンFCへローン移籍。2009年6月、フラムとの契約が満了し、2009-10シーズンは古巣シャルケなどのトライアルに参加したが、契約には至らず、まる1年浪人生活でシーズンを終えた。
2010年6月15日、FCザンクトパウリと2年契約を結んだ。同年11月5日のシャルケ戦でブンデスリーガデビューを飾った。

### 代表
ドイツ代表としてはU-21代表を経て、2004年にはA代表への招集歴はあるがキャップは刻んでいない。